# New Market (Iowa)
New Market – miasto w Stanach Zjednoczonych, w stanie Iowa, w hrabstwie Taylor. Zgodnie ze spisem statystycznym z 2000 roku, miasto liczyło 456 mieszkańców.